# 善阿羅漢

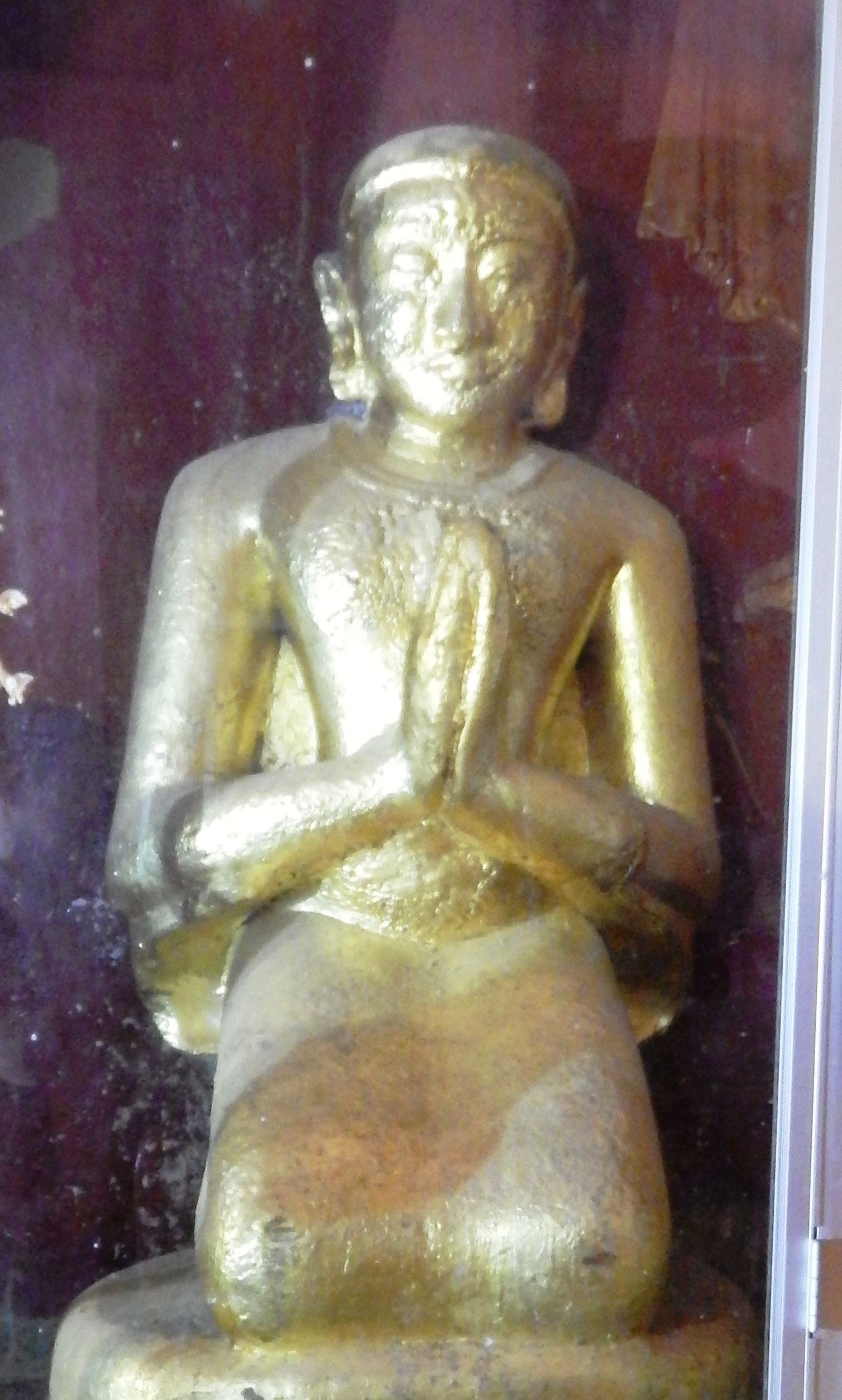
善阿羅漢雕像

善阿羅漢（發音：[ʃɪ̀ɴ ʔəɹəhàɴ]，1034年–1115年），法號阿羅漢，另一法號法見，緬甸孟族僧人，他先後輔佐蒲甘王朝四位國王，是緬甸改宗上座部佛教的關鍵人物。
善阿羅漢早年生活在直通王國。他有志於使上緬甸地區改宗上座部佛教，遂前往蒲甘王國傳教，後被人引薦給了國王阿奴律陀。不久，善阿羅漢便被奉為國師，在他的影響下，阿奴律陀由阿利僧派改宗上座部佛教，蒲甘百姓也在國王的命令下改宗。1115年，善阿羅漢逝世，弟子善般他求接任國師。